# Odsherredvej (motortrafikvej)
Odsherredvej  er en 2+1 sporet motortrafikvej mellem Holbæk og Vig. Vejen er en del af primærrute 21 og er i alt 19 km lang. Den åbnede for trafik 29. november 2013 og forventes at betjene 10.000-15.000 køretøjer i døgnet.
Vejen vil aflaste den forhenværende hovedvej rute 21 der var stærkt trafikeret, og som havde problemer med at afvikle trafikken og færgetrækket der kom fra Odden Færgehavn.
Motortrafikvejen er en forlængelse af Holbækmotorvejen, og begynder i en stor fordelerring hvor motorvejen slutter vest for Holbæk. Vejen fører derefter fra motorvejens afslutning over Odsherredsbanen - jernbanen mellem Holbæk og Nykøbing Sjælland - og videre, hvor vejen passerer kanalen Skjolds Løb samt Nordkanalen og Ny Holbækvej, som er udformet som et tilslutningsanlæg med frakørsel til Grevinge og Asnæs.
Vejen føres derefter videre, hvor den passerer den gamle primærrute 21 (Nykøbingvej) og derefter Sidingevej som er lavet som et halvttilslutninganlæg med frakørsel til Vig. Motortrafikvejen forsætter øst om Vig og ender i Holbækvej i et tilslutningsanlæg med frakørsel til Nykøbing Sjælland. Derfra forsætter motortrafikvejen videre som Kirkeåsvejen op til Lumsås. Hvorfra resten af vejen til Sjællands Odde er almindelig hovedlandevej.
Den 5. maj 2016 besluttede Folketingets partier minus Alternativet og Enhedslisten, at hæve fartgrænsen på motortrafikvejen mellem Holbæk og Vig fra de nuværende 90 km/t til 100 km/t. Da trafikforsøg havde vist at hastighedsgrænsen overholdes bedre, hvis man sætter fartgrænsen op. 
Vejen har en hastighedsgrænse på 100 km/t og er den første motortrafikvej i Danmark, hvor man må køre over 90 km/t.